# تشارلز تشابلن الأب
تشارلز تشابلين (بالإنجليزية: Charles Chaplin)‏ ولد 18 مارس 1863 - 9 مايو 1901، فنان موسيقي إنجليزي في قاعة الموسيقى وهو والد الممثل الإنجليزي المعروف تشارلي تشابلن .